# Tongaswetan
Tongaswetan is een bestuurslaag in het regentschap Probolinggo van de provincie Oost-Java, Indonesië. Tongaswetan telt 5884 inwoners (volkstelling 2010).